# Bundestrainer (Deutscher Handballbund)

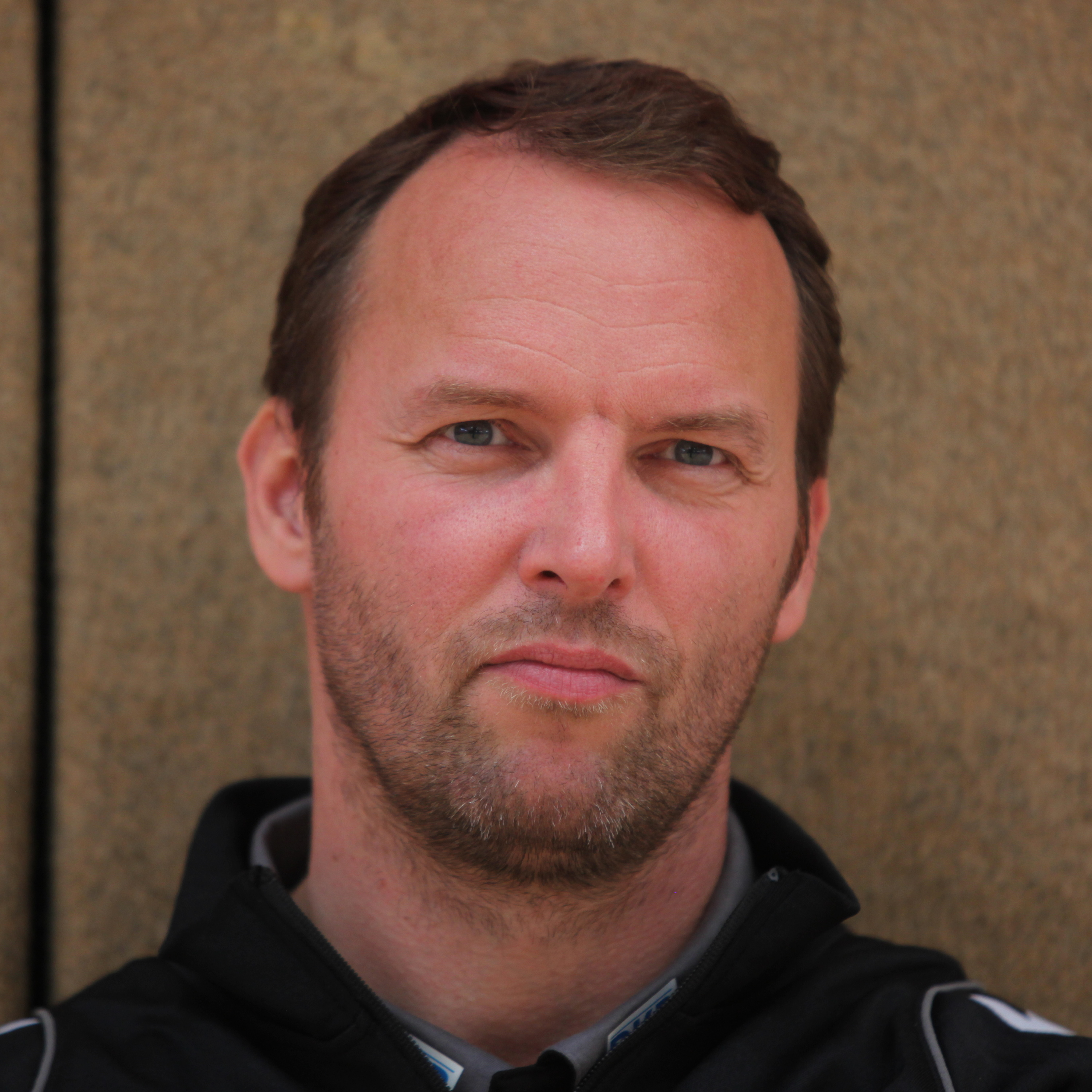
Dagur Sigurðsson, Bundestrainer 2014–2017

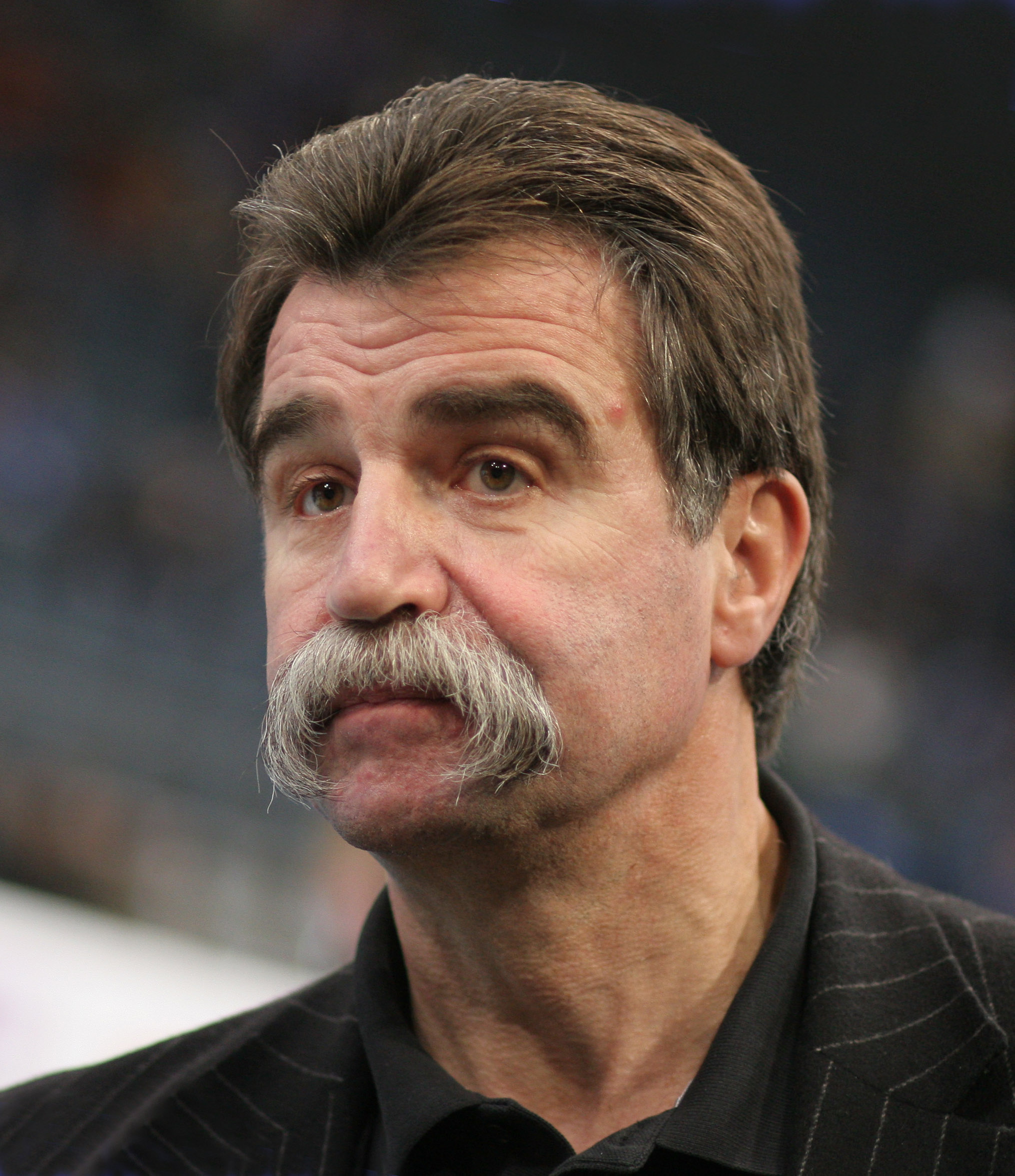
Heiner Brand, Bundestrainer 1997–2011

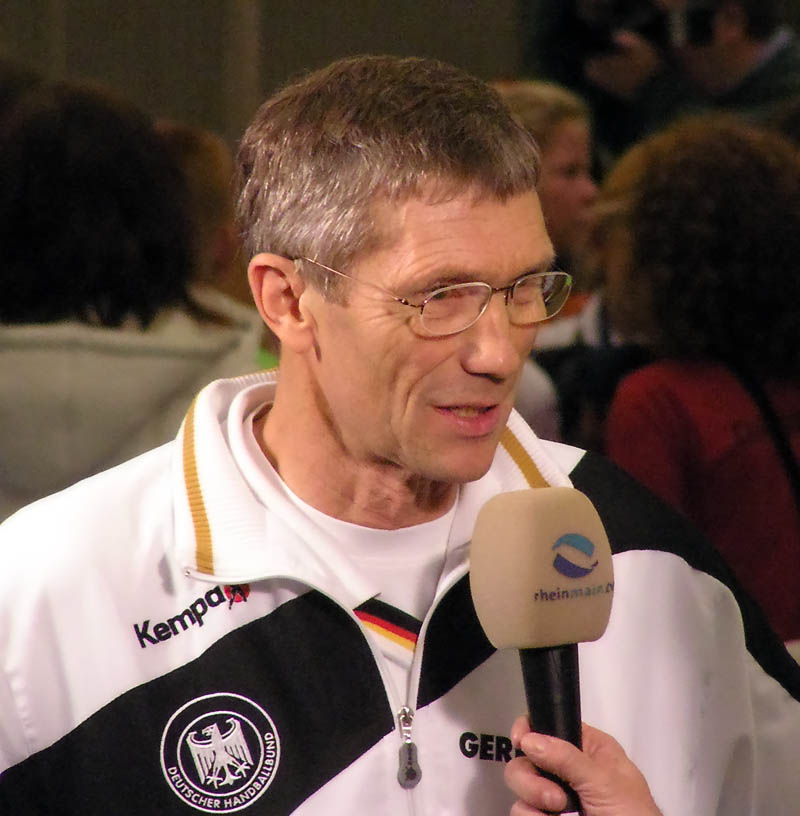
Armin Emrich, Bundestrainer 1992–1993

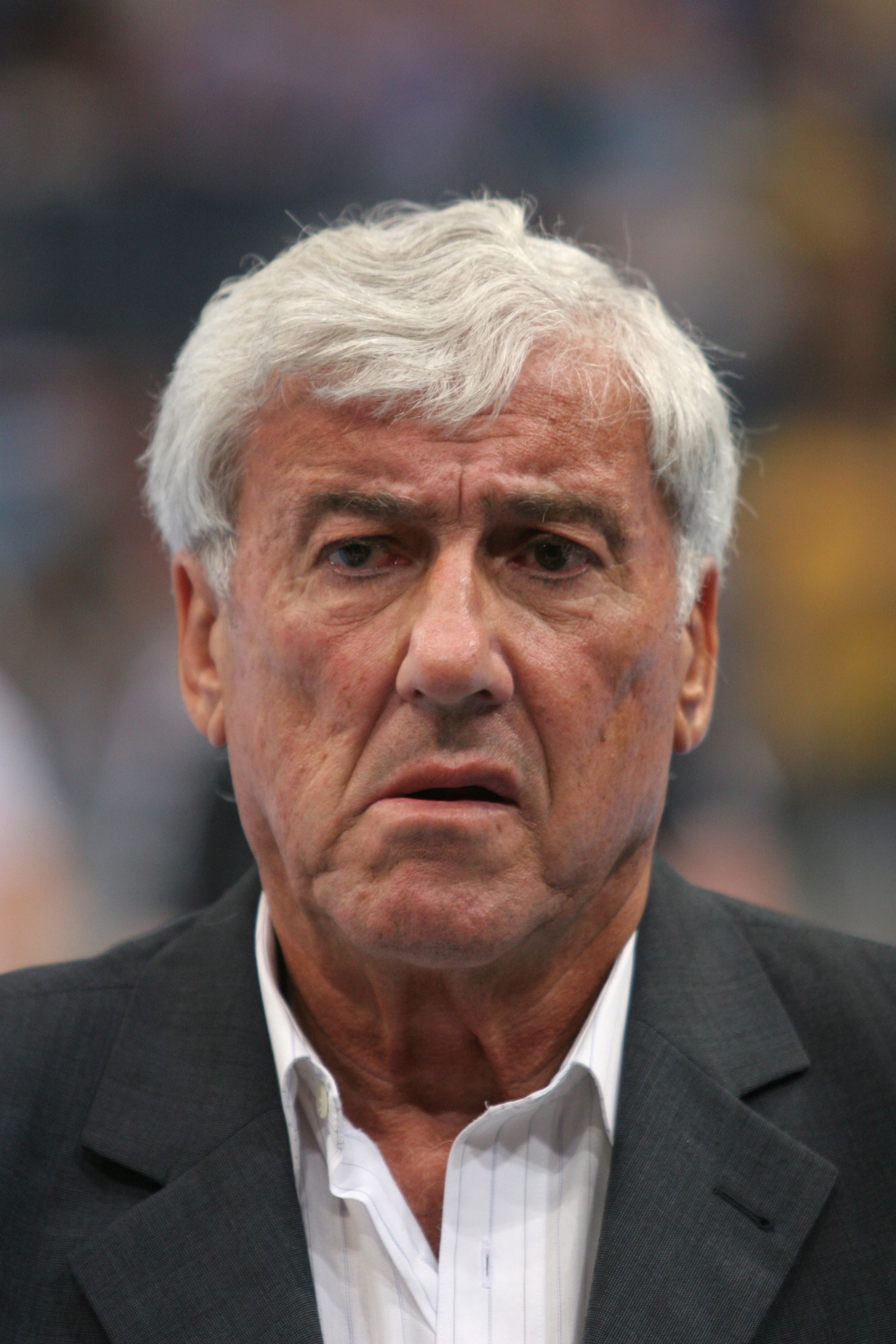
Petre Ivănescu, Bundestrainer 1987–1989

Als Bundestrainer (bis 1945 Reichstrainer) bezeichnet der Deutsche Handballbund (DHB) die verantwortlichen Trainer der Nationalmannschaften der Männer und der Frauen.
Aktuelle Amtsinhaber sind Alfreð Gíslason bei den Männern und Markus Gaugisch bei den Frauen.

## Feldhandballtrainer
In den Jahren, als Feld- und Hallenländerspiele parallel ausgetragen wurden (1938 bis 1970), war der Bundestrainer für beide Mannschaften gleichermaßen zuständig, wobei alle Trainer bis einschließlich Werner Vick ihr Hauptaugenmerk auf das Feldhandballteam legten, da der Hallenhandball sich in Deutschland erst ab etwa Mitte der 60er Jahre gegenüber dem Großfeldspiel durchsetzen konnte.
Nach dem 14. Juni 1970 (22:12 gegen die Niederlande) wurden vom DHB keine Länderspiele auf dem Großfeld mehr durchgeführt.

## Bemerkenswertes zur Feldhandballbilanz
Die insgesamt fünf Niederlagen verteilen sich auf zwei Spiele gegen Österreich (darunter das 3:6 im allerersten Spiel) und je eines gegen die Schweiz, Ungarn und die DDR. Die drei Remis wurden gegen Österreich, Ungarn und die DDR erzielt. Die Auswahl der DDR ist damit der einzige Gegner, gegen den eine DHB-Mannschaft in einem offiziellen Spiel nie gewinnen konnte.
1957 und 1959 fanden in Vorbereitung auf die Weltmeisterschaft 1959, bei der beide Verbände mit einer gemeinsamen Mannschaft antreten sollten, allerdings vier Ausscheidungsspiele zwischen der DHB- und der DDR-Mannschaft statt, von denen die westdeutsche Auswahl die DDR-Mannschaft am 14. Juli 1957 in Leipzig mit 19:14 besiegte. Von den anderen drei Begegnungen gewann das DDR-Team beide Auswärtsspiele (16:13 in Hannover am 28. April 1957 und 22:18 in Augsburg am 5. April 1959). Die letzte dieser Begegnungen in Dresden endete am 12. April 1959 mit einem 19:19-Unentschieden. 1957 trafen am Rande der Ausscheidungsspiele zudem auch die B-Auswahlen zweimal aufeinander. Bei diesen Begegnungen blieb jeweils die Heimmannschaft siegreich (DHB 18:16 am 22. April 1957 in Kassel, DDR 24:12 am 13. Juli 1957 in Magdeburg). Diese sechs Begegnungen wurden von den beteiligten Verbänden und der IHF ungeachtet des hohen Medien- und Zuschauerinteresses (das Spiel im Dresdner Stadion besuchten 45.000 Zuschauer) nicht als offizielle Spiele gewertet.
Die erste Niederlage in einer offiziellen Begegnung auf dem Großfeld gab es für den DHB erst am 9. Juni 1963 im WM-Endspiel gegen die Mannschaft der DDR (7:14). Bis dahin war die Westdeutsche Mannschaft nach dem Krieg unbesiegt geblieben. Die Niederlage (7:11) gegen die Schweiz im direkt nachfolgenden Länderspiel am 30. Juni blieb die letzte Niederlage für den DHB auf dem Großfeld.
Otto Kaundinya und Fritz Fromm gewannen alle ihre Feldhandball-Länderspiele als Reichs- bzw. Bundestrainer.